# Haemimont Games
Haemimont Games – bułgarskie przedsiębiorstwo produkujące gry komputerowe, założone we wrześniu 1997 roku. Siedziba firmy znajduje się obecnie w Sofii. Haemimont Games liczy około 50 pracowników. Głównym celem firmy jest tworzenie gier strategicznych umiejscowionych w realiach średniowiecza i starożytności często z dodatkiem elementów magii.
Pierwszym produktem Heamimontu była gra RTS Tzar: Ciężar Korony wydana w marcu 1999 roku. Gra odniosła duży sukces szczególnie w Hiszpanii (w 2000 roku znalazła się na pierwszym miejscu na liście TOP10 najczęściej sprzedawanych gier komputerowych), Bułgarii, Litwie i w Polsce. Następnymi grami firmy były: Celtic Kings: Rage of War (lub Imperivm) – październik 2002, kontynuacja Celtic Kings: The Punic Wars (Imperivm II) – październik 2003, Imperivm: The Great Battles of Rome – październik 2004 (liczba sprzedanych kopii tej gry wyniosła ponad 1 000 000 na całym świecie)  i Rising Kingdoms wydana w maju 2005 roku.
Heamimont najbardziej jednak promuje ostatnią swoją grę – Glory of the Roman Empire (Imperivm Civitas) – osadzoną w czasach Imperium Rzymskiego, wydaną w maju 2006 roku.

## Gry Haemimontu
| rok wydania | tytuł(y)                                                     | gatunek                                                         | platforma            |
| ----------- | ------------------------------------------------------------ | --------------------------------------------------------------- | -------------------- |
| 2000        | Tzar: Ciężar Korony Tzar: Burden of the Crown                | Strategiczna gra czasu rzeczywistego                            | PC, Sony PlayStation |
| 2000        | Tzar: El Cid y la Reconquista                                | Strategiczna gra czasu rzeczywistego                            | PC                   |
| 2000        | Tzar: El Rey Arturo y Excalibur Tzar: Excalibur e il Re Artù | Strategiczna gra czasu rzeczywistego                            | PC                   |
| 2000        | Tzar: El Imperio de Gengis Khan                              | Strategiczna gra czasu rzeczywistego                            | PC                   |
| 2001        | Tzar: Los Dominios de la Magia                               | Strategiczna gra czasu rzeczywistego                            | PC                   |
| 2002        | Celtic Kings: Rage of War                                    | Strategiczna gra czasu rzeczywistego, Komputerowa gra fabularna | PC                   |
| 2003        | Celtic Kings: The Punic Wars                                 | Strategiczna gra czasu rzeczywistego, Komputerowa gra fabularna | PC                   |
| 2005        | Imperivm III: The Great Battles of Rome                      | Strategiczna gra czasu rzeczywistego, Komputerowa gra fabularna | PC                   |
| 2005        | Rising Kingdoms                                              | Strategiczna gra czasu rzeczywistego                            | PC                   |
| 2006        | Glory of the Roman Empire                                    | Symulacja                                                       | PC                   |
| 2008        | Imperium Romanum                                             | Symulacja, Strategiczna gra czasu rzeczywistego                 | PC                   |
| 2008        | Imperium Romanum: Emperor Expansion                          | Symulacja, Strategiczna gra czasu rzeczywistego                 | PC                   |
| 2009        | Grand Ages: Rome                                             | Symulacja, Strategiczna gra czasu rzeczywistego                 | PC                   |
| 2009        | Tropico 3                                                    | Symulacja, Strategiczna gra czasu rzeczywistego                 | PC                   |
| 2011        | The First Templar                                            | Gra akcji, Perspektywa trzeciej osoby                           | PC X360              |
| 2011        | Tropico 4                                                    | Symulacja, Strategiczna gra czasu rzeczywistego                 | PC X360              |
| 2013        | Omerta: City of Gangsters                                    | Symulacja, Strategiczna gra turowa                              | PC X360              |
| 2014        | Tropico 5                                                    | Symulacja, Strategiczna gra czasu rzeczywistego                 | PC X360              |
| 2015        | Victor Vran                                                  | Komputerowa gra fabularna, Hack and slash                       | PC XONE PS4          |
| 2018        | Surviving Mars                                               | Symulacja, Gra w budowę miasta                                  | PC XONE PS4          |